# Френцль, Альфонс
Альфонс Френцль (в.-луж. Alfons Frencl, 14 декабря 1946 года, деревня Рожант около Будишина, ГДР — 27 октября 2015) — лужицкий писатель и литературный критик.

## Биография
Родился 14 декабря 1946 года в деревне Рожант в окрестностях Будишина. После окончания сербской расширенной школы в деревне Малы-Вельков с 1965 года изучал славистику и педагогику в университете имени Карла Маркса в Лейпциге. С 1970 года по 2006 год был учителем истории и английского языка в деревне Ральбицы. С 1976 года по 2013 год был редактором лужицкого литературного журнала «Serbska protyka».

## Сочинения
- Podłu Klóšterkeje wody. LND, Budyšin 1981
- Mikławš Bjedrich Radlubin. LND, Budyšin 1984
- Křižerjo. LND, Budyšin 1992
- Serbske puće do swěta. LND, Budyšin 1996
- Město tróšta — Róžant rjany. LND, Budyšin 1997
- Daloko preč a cyle blisko. LND, Budyšin 2004
- Za hunami mjeza. LND, Budyšin 2012
- Lausitz rundum. LND, Budyšin 2012
- Lausitz mittendrin., LND, Budyšin 2013
- Mój serbski słownik, LND, Budyšin 2015

## Награды
- Лауреат премии имени Якуба Чишинского (1999[1]).